# Adiantum multisorum
Adiantum multisorum är en kantbräkenväxtart som beskrevs av Gonçalo António da Silva Ferreira Sampaio. Adiantum multisorum ingår i släktet Adiantum och familjen Pteridaceae. Inga underarter finns listade.